# Trio Mediæval
Trio Mediæval est un trio vocal féminin de musique classique, médiévale  et contemporaine, formé à Oslo en 1997.

## Présentation
Le trio est composé de Anna Maria Friman (en) (Suède), Linn Andrea Fuglseth (no) et Torunn Østrem Ossum (no) (Norvège). Le répertoire est composé de chants polyphoniques médiévaux français et anglais, de compositions contemporaines (généralement composées pour le trio), et de chansons norvégiennes du Moyen Âge. Le trio Mediaeval a particulièrement collaboré avec les compositeurs contemporains le trio Gavin Bryars et Ivan Moody. Moody a écrit la composition-titre de leur premier album "Words of the Angel" (2001), qui s'est classée parmi les dix meilleures ventes du Billboard Classical list.

## Discographie
- 2001 - Words of the Angel, (ECM Records)
- 2004 - Soir, dit-elle (ECM Records)
- 2005 - Stella Maris (ECM Records)
- 2007 - Folk Songs (ECM Records)
- 2011 - A Worcester Ladymass (ECM Records)
- 2014 - Aquilonis (en) (ECM Records)
- 2017 - Rimur (Trio Mediaeval & Arve Henriksen) (ECM Records)
- 2020 - Memorabilia (Mats Eilertsen Trio & Trio Mediaeval) (NXN Recordings)
- 2021 - Solacium (2L Records)
- 2023 - An Old Hall Ladymass (2L Records)
- 2024 - Yule (2L Records)